# Scott Glenn
Theodore Scott Glenn, ameriški filmski igralec, * 26. januar 1941, Pittsburg, Pensilvanija, ZDA.
Glenn je nedvomno najbolj znan po svojih vlogah kot Wes Hightower v filmu Mestni kavboj (Urban Cowboy) (1980), kot astronavt Alan Shepard v filmu Prava stvar (The Right Stuff) (1983) in kot Jack Crawford v filmu Ko jagenjčki obmolknejo (The Silence of the Lambs) (1991).
V mladosti je bil velikokrat bolan in je moral nekoč celo leto preležati. S pomočjo vaj si je opomogel.
Po končani gimnaziji, je začel študirati angleščino na Koledžu Viljema in Marije v Williamsburgu, Virginija. Po študiju se je za tri leta pridružil marincem. Pet mesecev je bil tudi novinar za Kenosha Daily Tribune. Zatem se je poskušal uveljaviti kot pisatelj, vendar je uvidel, da ne zna pisati dobrih dvogovorov, in se je zato začel učiti igralskega poklica.
Leta 1966 je odšel v New York in se pridružil igralski šoli Georgea Morrisona. Za plačevanje svojega študija je študentom pomagal režirati igre. V tem času se je pojavil na odru La MaMa Experimental Theatre Club. Leta 1967 se je oženil s Carol Schwartzevo, s katero živi še danes. Leta 1968 se je pridružil Actors Studiu in začel delati v poklicnem gledališču in na televiziji. Leta 1970 mu je režiser ponudil njegovo prvo filmsko vlogo v filmu The Baby Maker, ki so ga začeli predvajati istega leta.
Glenn je nato odšel v Los Angeles, kjer je okoli osem let igral majhne vloge in kratke televizijske filme. V filmu Apokalipsa zdaj (Apocalypse Now) Francisa Forda Coppole iz leta 1979 je igral malo vlogo. Delal je tudi z režiserjema Jonathanom Demmejem in Robertom Altmanom. Leta 1978 je, do grla sit Hollywooda, s svojo družino zapustil LA in se preselil v Ketchum, Idaho. Tu se je okoli dve leti preživljal kot natakar, lovec in gorski paznik ter priložnostno igral v igrah, produciranih v Seattleu, Washington.
Leta 1980 se je vrnil k filmu. Najprej je zaigral bivšega kaznjenca Wesa Hightowerja v filmu Mestni kavboj (Urban Cowboy) Jamesa Bridgesa. Nato je igral v akcijskih filmih Izziv (The Challenge) (1982) in Silverado (1985) ter v dramah kot je Prava stvar (The Right Stuff) (1983), v televizijskem celovečernem filmu Countdown to Looking Glass (1984) in v filmu Reka (The River) (1984). V teh filmih je izmenično igral dobre in slabe može. V 1990. je njegova poklicna pot doživela višek, saj je zaigral v uspešnicah kot so Ko jagenjčki obmolknejo (The Silence of the Lambs) (1991), Lov na rdeči oktober (The Hunt for Red October) (1990) in Igralec (The Player) (1992). Zatem je sprejemal različne vloge, kot je vloga v črno freudovski komediji Reckless (1995/I), tragikomediji Edie in Pen (Edie and Pen) (1997) in v družbeno-političnem filmu Carla's Song (1996) Kena Loacha. Danes Glenn igra v uspešnih filmih (Pravi pogum (Courage Under Fire) (1996), Absolute Power (1997)), kakor tudi v neodvisnih projektih (Lesser Prophets (1997) in Larga distancia (1998), ki jih je napisala njegova hči Dakota Glenn) in v televizijskih celovečercih (Naked City: A Killer Christmas (1998)).